# Dayanita Singh
Dayanita Singh (18 maart 1961) is een Indiaas fotografe, die vooral zwart-wit foto's heeft gemaakt.

## Werk
Ze studeerde van 1980 tot circa 1987 aan het National Institute of Design in Ahmadabad en vervolgens een jaar aan het International Center of Photography in New York.
Singh is internationaal van invloed geweest op veel fotografen. Ze staat bekend vanwege de kwaliteit van haar composities en het dichterlijke spel tussen licht en donker.
In haar werk toont Singh een scherp beeld van de weinig bekende realiteit van het India van eind 20e, begin 21e eeuw.
Een voorbeeld hiervan is het werk I am as I am uit 1999 over een meisje in een ashram in Benares dat ze in 2000 in Birmingham en in 2002 in Zürich exposeerde. Haar fotoboek Myself Mona Ahmed (2001) combineert fotografie en biografie. Ze nam autobiografische teksten op van de hoofdpersoon, de eunuch Ahmed en exposeerde het werk in 2002 in Zürich en in 2003 in Berlijn. In 2003 portretteerde ze in haar fotoboek Privacy de traditionele en nieuwe Indiase maatschappelijke bovenlaag. De foto's exposeerde ze in 2003 in Berlijn en in 2004 in Arles.

## Onderscheiding
Singh werd in 2008 onderscheiden met de Prins Claus Prijs binnen het thema Cultuur en menselijk lichaam. Het Prins Claus Fonds eerde haar "voor haar kwalitatief hoogstaande foto’s, voor het complexe, maar heldere beeld dat ze geeft van het moderne leven in India en voor het introduceren van een nieuwe esthetiek in de Indiase fotografie".

## Exposities
Singh exposeerde sinds 1995 veelvuldig met anderen en alleen. Solo-exposities waren:
- 1997: Images from the 90s, Scalo Galerie, Zürich
- 1998: Family Portraits, Nature Morte, New Delhi
- 1999: Mona Darling, Venezia Immagine, Venetië
- 1999: Family Portraits, Studio Guenzani, Milaan
- 2000: Demello Vado, Saligao Institute, Goa
- 2000: I am as I am, Ikon Gallery, Birmingham
- 2000: Dayanita Singh, Gallery Rodolphe Janssen, Brussel
- 2000: Dayanita Singh, Tempo Festival, Stockholm
- 2001: Empty Spaces, Frith Street Gallery, Londen
- 2002: I am as I am, Myself Mona Ahmed, Scalo Galerie, Zürich
- 2002: Parsees at Home, Gallery Chemould, Bombay
- 2002: Bombay to Goa, Kalaghoda Festival, Bombay
- 2002: Bombay to Goa, Art House India, Goa
- 2003: Dayanita Singh: Privacy, Nationalgalerie im Hamburger Bahnhof, Berlijn
- 2003: Myself Mona Ahmed, Museum für Indische Kunst, Berlijn
- 2003: Dayanita Singh: Image/Text (Photographs 1989–2002), Department of Art and Aesthetics. Jawaharlal Nehru University, New Delhi
- 2004: Privacy, rencontres-arles. Arles
- 2005: Chairs, Isabella Stewart Gardner museum, Boston
- 2005: Chairs, Frith street gallery, Londen
- 2005: Chairs, Studio Guenzani, Milaan
- 2006: Beds and Chairs, Valentina Bonomo gallery, Rome
- 2006: Go Away Closer, Nature Morte, New Delhi
- 2007: Go Away Closer, Kriti gallery, Banaras
- 2007: Go Away Closer, Gallerie Steinruecke + Mirchandani, Bombay
- 2007: Beds and Chairs, Gallery Chemould, Bombay

## Fotoboeken
- 1986: Zakir Hussain, Himalayan Books, New Delhi
- 2001: Myself Mona Ahmed, Scalo Verlag, Zurich, New York
- 2003: Privacy, Steidl, Duitsland
- 2005: Chairs, Steidl, Duitsland
- 2007: Go Away Closer, Steidl, Duitsland

- Bibliothèque nationale de France: cb14527722x (data)
- Catàleg d'autoritats de noms i títols de Catalunya: 981058510766706706
- CiNii: DA15469483
- Gemeinsame Normdatei: 128710551
- International Standard Name Identifier: 0000 0001 2143 5423
- Library of Congress Control Number: n85338425
- Bibliotheek van het Japanse parlement: 01073545
- Nationale Bibliotheek van Israël: 987007373996205171
- Nederlandse Thesaurus van Auteursnamen: 256972141
- PIC: 289297
- RKD-Nederlands Instituut voor Kunstgeschiedenis: 241231
- LIBRIS: 293917
- SNAC: w66d8hwq
- Système universitaire de documentation: 068702035
- Union List of Artist Names: 500288142
- Virtual International Authority File: 91911210
- WorldCat: E39PBJhH3JCtMCBxpyT8hbkbh3